# ArenaBowl XX
Match précédent Match suivant
L'ArenaBowl XX, organisé le dimanche 11 juin 2006, est joué pour déterminer le titre de champion de la saison 2006 de l'Arena Football League (AFL). Pour la deuxième année consécutive, le jeu a lieu sur le site neutre du Thomas & Mack Center à Paradise, dans le Nevada. Il oppose les champions de la conférence nationale, les Predators d’Orlando, aux champions de la conférence américaine, le Rush de Chicago. Chicago l'emporte 69-61. Ce match est télévisé sur AFL on NBC et est le dernier match joué dans le cadre du contrat entre l'AFL et NBC.

## Sommaire du match
Las Vegas est un cadre idéal pour les performances offensives de Chicago et d'Orlando, avec la victoire de Rush, 69-61. Le moment décisif du match arrive lorsque wide receiver Etu Molden récupère une passe du filet à moins de deux minutes de la fin du match, augmentant ainsi l'avance de Chicago à 62-47. L'avance s’est révélée insurmontable, donnant le premier titre de la franchise à Chicago.
L'offensive d'Orlando est tenue en échec au premier quart-temps, la deuxième fois qu'une équipe n'annote pas dans le premier quart-temps depuis les Rattlers de l'Arizona lors de l'ArenaBowl XVI. L’attaque des Predators marque ensuite quatre touchdowns dans la deuxième période, dont deux par Javarus Dudley en moins de deux minutes pour prendre une avance de 14-10. Le deuxième ayant été marqué après que les Predators aient obtenu un turnover lors d'un kickoff.
Chicago répond avec trois autres touchdowns, dont deux par le spécialiste offensif Bobby Sippio. Ils ajoutent un field goal de 51 yards dans les dernières secondes de la première mi-temps pour prendre une avance de 34-28. le Rush continue de maintenir la pression sur les Predators tout au long de la seconde moitié. Une passe de touchdown de 15 yards pour Matt D'Orazio à Dajuan Alfonzo donne à Chicago une avance de deux possessions avec 27 secondes à jouer dans le match.
Le QB D'Orazio, de Chicago, est nommé MVP et joueur offensif du match, tandis que Dennis Robinson remporte le titre de joueur défensif du match. Bob McMillen de Chicago est nommé Ironman du match. La foule annoncée de 13 476 personnes est la plus haute participation à un match de l'AFL au Thomas & Mack Center, dépassant celle de l’ArenaBowl XIX (également disputée au TMC), qui a attiré 10 822 personnes.

## Évolution du score
| Temps           | Description des actions                                                        | Score E1-E2 | Score E1-E2 |
| --------------- | ------------------------------------------------------------------------------ | ----------- | ----------- |
| 1er Quart-temps |                                                                                |             |             |
| 12:00           | TD de 1 yard à la course par D'Orazio (PAT de Frantz)                          |             | 7-0         |
| 01:49           | FG de 23 yards par Frantz                                                      |             | 10-0        |
| 2e Quart-temps  |                                                                                |             |             |
| 14:22           | TD de 4 yards par Dudley suite d'une passe de Hamilton (PAT de Taylor)         |             | 10-7        |
| 11:56           | TD de 7 yards par Dudley suite d'une passe de Hamilton (PAT de Taylor)         |             | 10-14       |
| 10:38           | TD de 24 yards par Molden suite d'une passe de D'Orazio (PAT de Frantz)        |             | 17-14       |
| 08:39           | TD de 36 yards à la course par Carter (PAT de Taylor)                          |             | 17-21       |
| 04:39           | TD de 3 yards par Sippio suite d'une passe de D'Orazio (PAT de Frantz)         |             | 24-21       |
| 02:10           | TD de 30 yards par Rubin suite d'une passe de Hamilton (PAT de Taylor)         |             | 24-28       |
| 00:06           | TD de 8 yards par Sippio suite d'une passe de D'Orazio (PAT de Frantz)         |             | 31-28       |
| 00:00           | FG de 51 yards par Frantz                                                      |             | 34-28       |
| 3e Quart-temps  |                                                                                |             |             |
| 14:31           | TD de 5 yards à la course par D'Orazio (PAT de Frantz)                         |             | 41-28       |
| 09:07           | Interception retournée de 44 yards de Robinson (PAT de Frantz)                 |             | 48-28       |
| 07:58           | TD de 45 yards par Dudley suite d'une passe de Hamilton (PAT manqué de Taylor) |             | 48-34       |
| 4e Quart-temps  |                                                                                |             |             |
| 13:09           | TD de 31 yards par Sippio suite d'une passe de D'Orazio (PAT de Frantz)        |             | 55-34       |
| 09:00           | TD de 11 yards par Fryzel suite d'une passe de Eaton (PAT de Taylor)           |             | 55-41       |
| 04:04           | TD de 5 yards à la course par Hamilton (PAT manqué de Taylor)                  |             | 55-47       |
| 01:58           | TD de 2 yards par Molden suite d'une passe de D'Orazio (PAT de Frantz)         |             | 62-47       |
| 00:33           | TD de 1 yard par Dudley suite d'une passe de Hamilton (PAT de Taylor)          |             | 62-54       |
| 00:27           | TD de 15 yards par Alfonzo suite d'une passe de D'Orazio (PAT de Frantz)       |             | 69-54       |
| 00:13           | TD de 29 yards par Davidson suite d'une passe de Hamilton (PAT de Taylor)      |             | 69-61       |

## Les équipes en présence
| Joueur            | Position | Université             |
| ----------------- | -------- | ---------------------- |
| Asad Abdul-Khaliq | QB       | Minnesota              |
| DeJuan Alfonzo    | WR/LB    | Indiana State          |
| Steve Azar        | K        | Northern Illinois      |
| Michael Bishop    | QB       | Kansas St.             |
| D.J. Bleisath     | LB       | Tennessee Tech         |
| Charlie Cook      | OL/DL    | C W Post (NY)          |
| Matt D'Orazio     | QB       | Otterbein College (OH) |
| Woodrow Dantzler  | RB       | Clemson                |
| Henry Douglas     | WR       | North Carolina A&T     |
| Curtis Eason      | DT,DL    | East Tennessee State   |
| Dan Frantz        | K        | Portland State         |
| Keith Gispert     | K        | West Virginia          |
| Todd Howard       | DS       | Michigan               |
| Buchie Ibeh       | WR/DB    | Temple                 |
| CJ Johnson        | WR       | Tennessee State        |
| Tony Lukins       | WR/DB    | New Mexico State       |
| Tango McCauley    | OL,OL    | Baylor                 |
| Bob McMillen      | FB       | Illinois-Benedictine   |
| Etu Molden        | WR/LB    | Montana                |
| Frank Moore       | OL/DL    | Pittsburgh             |
| John Moyer        | DL       | Eastern Illinois       |
| Nick Myers        | OL/DL    | Michigan State         |
| Joe Peters        | OL/DL    | Concordia (MN)         |
| Dennison Robinson | DB       | West Georgia           |
| Russell Shaw      | WR/DB    | Michigan               |
| John Sikora       | OL       | Slippery Rock (PA)     |
| Bobby Sippio      | WR       | West. Kentucky         |
| Khreem Smith      | DE       | Oklahoma St.           |
| Marvin Taylor     | DS       | Florida A&M            |
| Jeremy Unertl     | DB,LB    | Wisconsin-LaCrosse     |
| Cornelius White   | WR/LB    | Virginia Tech          |
| Carlos Wright     | WR/LB    | Tennessee State        |

| Joueur            | Position    | Université                  |
| ----------------- | ----------- | --------------------------- |
| Kahlil Carter     | DB          | Southern Arkansas           |
| Justin Cleveland  | OL/DL       | Siena                       |
| Scott Cloman      | WR          | Southern                    |
| Charlie Davidson  | WR/DB       | Mississippi State           |
| Clif Dell         | WR          | South Florida               |
| Javarus Dudley    | WR          | Fordham                     |
| Jake Eaton        | QB          | Maine                       |
| Jimmy Fryzel      | OS          | Central Florida             |
| Joe Hamilton      | QB          | Georgia Tech                |
| Charles Hill      | DT          | Maryland                    |
| Jerrian James     | WR/LB       | Houston                     |
| Jeroid Johnson    | DB          | Oklahoma State              |
| Greg Krause       | OL/DL       | New Hampshire               |
| Reggie Lee        | OL/DL       | Florida A&M                 |
| Jermaine Mays     | DB,DB,CB,DB | Minnesota                   |
| Kenny McEntyre    | DB          | Kansas State                |
| Doug Miller       | DT,OL/DL    | Howard                      |
| Lamont Moore      | WR/DB       | Baylor                      |
| Marlon Moye-Moore | FB/LB       | Maryland                    |
| Kevin Nagle       | FB/LB       | East Stroudsburg State (PA) |
| Cleveland Pinkney | DT          | South Carolina              |
| Idris Price       | FB/LB,LB    | New Haven (CT)              |
| DeAndrew Rubin    | WR          | South Florida               |
| Lin-J Shell       | WR/DB,DB    | Jacksonville State          |
| Jim Sodano        | OL/DL       | East Stroudsburg State (PA) |
| Henry Taylor      | DT          | South Carolina              |
| Jay Taylor        | K           | West Virginia               |
| Stylez White      | DE          | Minnesota                   |

## Statistiques par équipe
| Données                   | Chicago | Orlando |
| ------------------------- | ------- | ------- |
| 1er Downs                 | 18      | 24      |
| Yards à la course         | 21      | 42      |
| Yards à la passe          | 250     | 321     |
| Fumbles/Perdu             | 2/1     | 2/2     |
| Yards en retour de Fumble | 0       | 0       |
| Pénalités/Yards           | 8/57    | 7/34    |
| Temps de possession       | 31:38   | 28:22   |
| Conversion de 3e Down     | 4/7     | 3/5     |
| Conversion de 4e Down     | 0/0     | 1/1     |